# エメルソン・パルミエリ・ドス・サントス
エメルソン・パルミエリ・ドス・サントス（Emerson Palmieri dos Santos, 1994年8月3日 - ）は、ブラジル・サンパウロ州サントス出身のプロサッカー選手。ウェストハム・ユナイテッドFC所属。イタリア代表。ポジションはディフェンダー（左サイドバック）。
エメルソン（Emerson）、またはエメルソン・パルミエリ（Emerson Palmieri）と呼称される。UEFAが開催する国際タイトルを全て制覇した史上初の選手である。

## 人物
母方がイタリア系であり、2017年3月にはイタリア国籍を取得した。
幼い頃から地元のクラブであり後に入団することになるサントスのファンで、最も憧れた選手はロナウド。8月3日生まれであることから、サントスでは3、パレルモでは13、ローマとチェルシーでは33と、背番号には3の付く番号を選んでいる。
サッカー選手としては左サイドバックが本職であるが、両サイドでプレーできる。ブラジル人らしいテクニックとスピードのあるドリブルなど攻撃面を持ち味とする。
兄のジオヴァンニ・パルミエリ・ドス・サントスもフルミネンセでプレーするサッカー選手で、エメルソンと同じ左サイドバックである。

## 経歴

### クラブ

#### サントス
地元のクラブであるサントスの下部組織で育ち、2011年4月17日、カンピオナート・パウリスタのパウリスタ戦でトップチームデビュー。2012年6月17日にはフラメンゴ戦でセリエAに初出場した。2013年9月5日のアトレチコ・パラナエンセ戦で初得点を記録。

#### パレルモ
2014年8月25日にイタリアセリエAのパレルモにローン移籍。9月24日のナポリ戦で途中出場しセリエAデビュー。2014-15シーズンは9試合に途中出場した。

#### ローマ
2015年8月31日には同じセリエAのローマへ200万ユーロの買い取りオプション付きでローン移籍。同年10月4日に古巣パレルモ戦でローマでのデビューを飾った。2016年5月14日のミラン戦でセリエA初得点を記録。2015-16シーズンは9試合に出場し1得点を記録、シーズン後の2016年7月7日には1年間のローン期間延長が決まり、12試合の出場で自動的に買い取りオプションが行使される契約となった。
2016年8月23日のポルトとのUEFAチャンピオンズリーグプレーオフ2ndレグではダニエレ・デ・ロッシに続いてレッドカードを出され退場、ローマ敗退の原因となった。しかしその後は新加入のマリオ・ルイの負傷離脱もあり左サイドバックのレギュラーに定着。12月4日のナポリ戦でシーズン12試合出場に達し、先述の買い取りオプション行使が決定、ローマへ完全移籍した。2017年2月16日のUEFAヨーロッパリーグ決勝トーナメント1回戦1stレグのビジャレアル戦では利き足とは逆の右足でミドルシュートを決め、アウェーでの4-0の大勝に貢献した。2016-17シーズンは後述のとおりイタリア代表に招集されるなど飛躍のシーズンとなったが、シーズン最終戦のジェノア戦で左膝の前十字靱帯を断裂してしまった。

#### チェルシー
2018年1月30日、4年半の契約でイングランドのチェルシーに移籍。アントニオ・コンテの下ではマルコス・アロンソ・メンドーサの控えの位置にあり、監督が交代した翌シーズンも怪我の影響もありその状況は変わらなかった。
2019-20シーズンは監督のフランク・ランパードがエメルソンを評価していたこともあり、怪我で離脱するまで第8節の時点でリーグ戦5試合に出場していた。しかし、2020-21シーズンになると、ベン・チルウェルの加入により左サイドバックの序列が低下。加入以降最低となる15試合の出場に留まったが、3月18日のCLラウンド16・アトレティコ・マドリード戦で2年ぶりに得点を挙げた。

#### リヨン
2021年8月19日、オリンピック・リヨンに買い取りオプション付きのローン移籍。

#### ウェストハム・ユナイテッド
2022年8月23日、ウェストハム・ユナイテッドと4年契約（1年延長オプション）を結んだ。
2023年6月8日、ウェストハムはカンファレンスリーグを制し、エメルソンはUEFA主催の国際タイトルを全て制した史上初の選手となった。

### 代表
U-17ブラジル代表として2011年に南米U-17選手権とFIFA U-17ワールドカップのブラジルの全試合に出場。南米U-17選手権ではグループリーグのチリ戦では同点ゴールを挙げるなど、優勝に貢献した。
2017年3月にイタリア国籍を取得したことによりイタリア代表でのプレーが可能となり、イタリア代表監督のジャンピエロ・ヴェントゥーラがエメルソンの招集に興味を示していることが報じられた。2017年4月にはイタリア代表の強化合宿に招集された。同年5月26日には正式にイタリア代表に招集されたが、先述のとおり直後の28日に行われたジェノア戦での負傷により代表デビューは先送りとなった。
2021年、UEFA EURO 2020ではレオナルド・スピナッツォーラの怪我で出場機会を得ると、決勝のイングランド戦でも先発出場し優勝した。

## 個人成績

### クラブ
| 国内大会個人成績 | 国内大会個人成績 | 国内大会個人成績 | 国内大会個人成績 | 国内大会個人成績 | 国内大会個人成績                      | 国内大会個人成績 | 国内大会個人成績 | 国内大会個人成績 | 国内大会個人成績 | 国内大会個人成績 | 国内大会個人成績 |
| 年度             | クラブ           | 背番号           | リーグ           | リーグ戦         | リーグ戦                              | リーグ杯         | リーグ杯         | オープン杯       | オープン杯       | 期間通算         | 期間通算         |
| 年度             | クラブ           | 背番号           | リーグ           | 出場             | 得点                                  | 出場             | 得点             | 出場             | 得点             | 出場             | 得点             |
| ブラジル         | ブラジル         | ブラジル         | ブラジル         | リーグ戦         | リーグ戦                              | ブラジル杯       | ブラジル杯       | オープン杯       | オープン杯       | 期間通算         | 期間通算         |
| ---------------- | ---------------- | ---------------- | ---------------- | ---------------- | ------------------------------------- | ---------------- | ---------------- | ---------------- | ---------------- | ---------------- | ---------------- |
| 2012             | サントス         |                  | セリエA          | 1                | 0                                     | 0                | 0                | -                | -                | 1                | 0                |
| 2013             | サントス         | 3                | セリエA          | 14               | 1                                     | 1                | 0                | -                | -                | 15               | 1                |
| 2014             | サントス         | 23               | セリエA          | 3                | 0                                     | 2                | 0                | -                | -                | 5                | 0                |
| イタリア         | イタリア         | イタリア         | イタリア         | リーグ戦         | リーグ戦                              | イタリア杯       | イタリア杯       | オープン杯       | オープン杯       | 期間通算         | 期間通算         |
| 2014-15          | パレルモ         | 13               | セリエA          | 9                | 0                                     | 0                | 0                | -                | -                | 9                | 0                |
| 2015-16          | ローマ           | 33               | セリエA          | 8                | 1                                     | 1                | 0                | -                | -                | 9                | 1                |
| 2016-17          | ローマ           | 33               | セリエA          | 25               | 0                                     | 4                | 0                | -                | -                | 29               | 0                |
| 2017-18          | ローマ           | 33               | セリエA          | 1                | 0                                     | 1                | 0                | -                | -                | 2                | 0                |
| イングランド     | イングランド     | イングランド     | イングランド     | リーグ戦         | リーグ戦                              | FLカップ         | FLカップ         | FAカップ         | FAカップ         | 期間通算         | 期間通算         |
| 2017-18          | チェルシー       | 33               | プレミアリーグ   | 5                | 0                                     | -                | -                | 2                | 0                | 7                | 0                |
| 2018-19          | チェルシー       | 33               | プレミアリーグ   | 10               | 0                                     | 5                | 1                | 1                | 0                | 16               | 1                |
| 2019-20          | チェルシー       | 33               | プレミアリーグ   | 15               | 0                                     | 0                | 0                | 2                | 0                | 17               | 0                |
| 2020-21          | チェルシー       | 33               | プレミアリーグ   | 2                | 0                                     | 2                | 0                | 5                | 0                | 9                | 0                |
| 2021-22          | チェルシー       | 33               | プレミアリーグ   | 1                | 0                                     | -                | -                | -                | -                | 1                | 0                |
| フランス         | フランス         | フランス         | フランス         | リーグ戦         | リーグ戦                              | F・リーグ杯      | F・リーグ杯      | フランス杯       | フランス杯       | 期間通算         | 期間通算         |
| 2021-22          | リヨン           | 3                | リーグ・アン     | 29               | 1                                     | -                | -                | 0                | 0                | 29               | 1                |
| イングランド     | イングランド     | イングランド     | イングランド     | リーグ戦         | リーグ戦                              | FLカップ         | FLカップ         | FAカップ         | FAカップ         | 期間通算         | 期間通算         |
| 2022-23          | ウェストハム     | 33               | プレミアリーグ   | 22               | 1                                     | 1                | 0                | 3                | 0                | 26               | 1                |
| 2023-24          | ウェストハム     | 33               | プレミアリーグ   | 36               | 1                                     | 1                | 0                | 2                | 0                | 39               | 1                |
| 2024-25          | ウェストハム     | 33               | プレミアリーグ   | 31               | 2                                     | 1                | 0                | 0                | 0                | 32               | 2                |
| 通算             | ブラジル         | ブラジル         | セリエA          | 18               | 1                                     | 3                | 0                | -                | -                | 21               | 1                |
| 通算             | イタリア         | イタリア         | セリエA          | 43               | 1                                     | 6                | 0                | -                | -                | 49               | 1                |
| 通算             | イングランド     | イングランド     | プレミアリーグ   | 122              | 4                                     | 10               | 1                | 15               | 0                | 147              | 5                |
| 通算             | フランス         | フランス         | リーグ・アン     | 29               | 1                                     | -                | -                | 0                | 0                | 29               | 1                |
| 総通算           | 総通算           | 総通算           | 総通算           | 212              | 7\|\|\|19\|\|1\|\|15\|\|0\|\|246\|\|8 |                  |                  |                  |                  |                  |                  |

### 代表
| イタリア代表 | 国際Aマッチ | 国際Aマッチ |
| 年           | 出場        | 得点        |
| ------------ | ----------- | ----------- |
| 2018         | 2           | 0           |
| 2019         | 5           | 0           |
| 2020         | 5           | 0           |
| 2021         | 13          | 0           |
| 2022         | 3           | 0           |
| 2023         | 1           | 0           |
| 通算         | 29          | 0           |

## タイトル

### クラブ
チェルシー
- FAカップ（2017-18）
- UEFAヨーロッパリーグ（2018-19）
- UEFAチャンピオンズリーグ（2020-21）[23]
- UEFAスーパーカップ（2021）

ウェストハム・ユナイテッド
- UEFAヨーロッパカンファレンスリーグ（2022-23）[24]

### 代表
U-17ブラジル代表
- 南米U-17選手権（2011）

イタリア代表
- UEFA欧州選手権（2020）[22]